# Анджеј Жулавски
Анджеј Жулавски (пољски: ; Лавов, 22. новембар 1940 — Варшава, 17. фебруар 2016) био је пољски филмски редитељ и писац. Жулавски се често супротстављао мејнстрим комерцијализму у својим филмовима и уживао је успех углавном код публике европског артхауса.
Крајем 1950-их студирао је филм у Француској. Његов други играни филм, Ђаво (1972), био је забрањен у комунистичкој Пољској, а Жулавски је отишао у Француску. Након успеха филма That Most Important Thing: Love. 1975. године, вратио се у Пољску где је провео две године снимајући филм On the Silver Globe(који није објављен до 1988). Рад на овом филму власти су прекинуле и уништиле. Након тога, Жулавски се преселио у Француску где је постао познат по контроверзним и насилним уметничким филмовима као што је Посед(1981). Жулавски је такође познат по свом раду са глумицама међу којима су Роми Шнајдер, Изабел Ађани и Софи Марсо.

## Биографија
Жулавски је рођен у Лавову, Украјинска ССР. Био је асистент филмског ствараоца Анджеја Вајде.
Када је његов други филм Ђаво забрањен у Пољској, одлучио је да се пресели у Француску, где је са Роми Шнајдер снимио That MostImportant Thing: Love (1975).
По повратку у Пољску две године је радио на филму који му власти нису дозволиле да заврши (On the Silver Globe), заснованом на књизи његовог пра-стрица. Од тада је живео и радио углавном у Француској, где је снимао уметничке филмове.
Пошто је увек пркосио мејнстрим комерцијализму, Жулавски је уживао успех углавном код публике европске уметничке куће. Његове дивље, маштовите и контроверзне слике награђиване су на разним међународним филмским фестивалима. Написао је и романе l était Un Verger, Lity Bór (познат и као La Forêt Forteresse), W Oczach Tygrysa, и Ogród Miłości.
Године 2006. био је шеф жирија на 28. Московском међународном филмском фестивалу.
Жулавски је много пута радио са композитором Анджејем Коржињским, почевши од The Third Part of the Night (1971). Њихова последња сарадња била је за Космос (2015), који је био и последњи филм Жулавског.
Датума 17. фебруара 2016. Жулавски је преминуо у болници у Варшави од последица рака.

## Лични живот
Имао је три сина из различитих веза. Бивша жена Жулавског била је Малгожата Браунек, пољска филмска и сценска глумица. Њихов син Кзавери је такође филмски редитељ.
Шеснаест година је био у вези са француском глумицом Софи Марсо, са којом је у периоду од 15 година снимио четири филма L'Amour braque, My Nights Are More Beautiful Than Your Days, La Note bleue, Fidelity. Заједно су имали сина Винсента. Раскинули су 2001. године.
У периоду 2007-2008 он је излазио са Вероником Росати. Године 2010. Жулавски је објавио књигу под називом „Ночник“, која је укључивала лик који је наводно заснован на Росатију по имену Естер. Росати је тужила Жулавског и издавача књиге због кршења њеног права на приватност и достојанство жене јер је књига укључивала интимне детаље о њој. Жулавски је изгубио случај на суду 2015. године.

## Филмографија

### Играних филмова
| Година | Наслов                                       | Напомене                                       |
| ------ | -------------------------------------------- | ---------------------------------------------- |
| 1971.  | The Third Part of the Night                  |                                                |
| 1972   | Ђаво                                         |                                                |
| 1975.  | That Most Important Thing: Love>             |                                                |
| 1981   | Possession                                   | Номинован — Златна палма                       |
| 1984   | The Public Woman                             | Номинован— награда Цезар за најбољу адаптацију |
| 1985   | L'Amour braque                               |                                                |
| 1987   | Malady of Love                               |                                                |
| 1988   | On the Silver Globe                          |                                                |
| 1989   | "My Nights Are More Beautiful Than Your Days |                                                |
| 1989   | Борис Годунов                                |                                                |
| 1991   | The Blue Note                                |                                                |
| 1996   | Szamanka                                     |                                                |
| 2000   | Fidelity                                     |                                                |
| 2015   | Cosmos                                       |                                                |
| 2019   | Bird Talk                                    |                                                |

### Кратки филмови и ТВ остварења
- La sorcière, кратки филм, 1958.
- The Song of Triumphant Love, ТВ филм, 1969.
- Pavoncello, кратка ТВ форма, 1969
- Theatre Macabre, 1972, ТВ серија, 2 епизоде